# 흑응산성
흑응산성(黑鷹山城)은 대한민국 경상북도 예천군 예천읍에 있는 산성이다. 1985년 8월 5일 경상북도의 문화재자료 제144호로 지정되었다.

## 개요
경북 예천에 있는 해발 100m의 흑응산 정상에 흙과 돌을 섞어 쌓은 산성으로, 내성과 외성 이중으로 이루어져 있다. 이 성은 덕봉산성 또는 봉덕산성으로도 불린다.
현재 남아있는 성벽의 둘레는 1,900m, 높이 3∼4m이며, 내성 안에는 우물 2개와 연못 1개가 잘 남아있다. 군수품을 저장하던 창고로 보이는 자리에는 농한기에 머물 수 있도록 간단하게 지은 집이 있고, 산 정상에는 성황당이 남아 있다.
성 안에서 민무늬토기·신라토기 조각이 발견되고, 고인돌 3기가 남아있다.

## 참고 자료
- 흑응산성 - 국가유산청 국가유산포털